# Gmina Dębowa Kłoda
Die Gmina Dębowa Kłoda ist eine Landgemeinde im Powiat Parczewski der Woiwodschaft Lublin in Polen.

## Gliederung
Zur Landgemeinde Dębowa Kłoda gehören folgende 20 Ortschaften mit einem Schulzenamt:
Bednarzówka
Białka
Chmielów
Dębowa Kłoda
Hanów
Kodeniec
Korona
Krzywowierzba-Kolonia
Leitnie
Lubiczyn
Makoszka
Marianówka
Nietiahy
Pachole
Plebania Wola
Stępków
Uhnin
Wyhalew
Zadębie
Żmiarki
Weitere Orte der Gemeinde sind Smolarz und Uhnin (osada).

## Gemeindepartnerschaft
Seit dem Jahr 2000 besteht eine Partnerschaft mit der Gemeinde Saint-Varent in Frankreich.